# Mauriceville (Texas)
Mauriceville es un lugar designado por el censo ubicado en el condado de Orange en el estado estadounidense de Texas. En el Censo de 2010 tenía una población de 3.252 habitantes y una densidad poblacional de 148,75 personas por km².

## Geografía
Mauriceville se encuentra ubicado en las coordenadas 30°13′52″N 93°52′17″O / 30.23111, -93.87139. Según la Oficina del Censo de los Estados Unidos, Mauriceville tiene una superficie total de 21.86 km², de la cual 21.78 km² corresponden a tierra firme y (0.36%) 0.08 km² es agua.

## Demografía
Según el censo de 2010, había 3.252 personas residiendo en Mauriceville. La densidad de población era de 148,75 hab./km². De los 3.252 habitantes, Mauriceville estaba compuesto por el 94.56% blancos, el 0.77% eran afroamericanos, el 0.28% eran amerindios, el 0.03% eran asiáticos, el 0.09% eran isleños del Pacífico, el 2.4% eran de otras razas y el 1.88% pertenecían a dos o más razas. Del total de la población el 8.27% eran hispanos o latinos de cualquier raza.